# Fénétrange
 Fénétrange  es una comuna y población de Francia, en la región de Lorena, departamento de Mosela, en el distrito de Sarrebourg. Es la cabecera del cantón homónimo.
Su población en el censo de 1999 era de 823 habitantes.
Está integrada en la Communauté de communes du Pays de Fénétrange .

## Geografía
Fénétrange está situado cerca de la frontera entre Mosela y Alsacia. Esta comuna forma parte del parque natural regional de Lorena.

## Toponimia
Etimológicamente, Fénétrange significa "viviendas al borde de un recodo". Su nombre latino es Philestangia. Se germanizó como Vinstingen.

## Demografía
| 855 | 898 | 847 | 816 | 807 | 823 |
| Para los censos de 1962 a 1999 la población legal corresponde a la población sin duplicidades (Fuente: INSEE [Consultar]) |     |     |     |     |     |

## Historia
El nombre de Fénétrange se escribió oficialmente por primera vez el 18 de septiembre de 1070, durante el reinado de Enrique IV del Sacro Imperio Romano Germánico.
En 1224, el caballero Merbode de Malberg se convirtió en el primer señor de Fénétrange.
Fénétrange fue una ciudad fortificada considerada inexpugnable.
La viuda de Jean de Fénétrange, Béatrix d'Ogévillers, fundó la colegiata hacia 1444 y amplió el coro de la iglesia en 1463.
Durante la Reforma protestante, la iglesia se convirtió en un lugar de culto luterano. Diane de Dommartin hizo construir una capilla católica en el castillo.
De 1751 a 1766, Fénétrange fue gobernada por el duque de Lorena Estanislao I Leszczynski.
Como los demás municipios del actual departamento del Mosela, Fénétrange estuvo anexionado al Imperio Alemán de 1871 a 1918.
La Segunda Guerra Mundial y la Anexión marcaron la ciudad. No fue liberada hasta noviembre de 1944.

## Cultura

### Vida cultural y fiestas populares
Todos los años se celebra un festival de música y comida llamado « Festival de Fénétrange, musique et gastronomie ».
Los miembros de la asociación « Les rondes du veilleurs de nuit de Fénétrange » continúan la tradición medieval de los serenos.
Todos los años se organiza un mercado navideño.